# HC Midtjylland
Der HC Midtjylland ist eine Spielgemeinschaft aus der dänischen Region Midtjylland. Die erste Herrenmannschaft spielte mehrere Spielzeiten in der Håndboldligaen, der höchsten Spielklasse im dänischen Ligasystem.

## Geschichte
Die Spielgemeinschaft wurde 2005 von den Vereinen  Hauge G.I.F. und Herning f.H. gegründet und startete in der viertklassigen 3. division. Bereits 2007 stieg der HC in die 1. division auf und nahm ein Jahr später an der Relegation zur Håndboldligaen teil. 2010 gelang erstmals der Aufstieg in die höchste Landesspielklasse, aus der man jedoch sofort wieder absteigen musste. Nach zwei Spielzeiten im Mittelfeld der 1. division errang der HC 2014 die Meisterschaft und stieg erneut in die Håndboldligaen auf. Dort belegte man den sechsten Platz und qualifizierte sich erstmals für die Endrunde der dänischen Meisterschaft, welche die Spielgemeinschaft allerdings als Gruppenletzter beendete.
2013/14 erreichte der HC Midtjylland als Zweitligist das Final Four des dänischen Pokals (Landspokalturnering). Gegen den späteren Titelgewinner KIF Kolding-Kopenhagen, der in dieser Saison auch die dänische Meisterschaft errang, verlor man im Halbfinale mit 20:29. 2015 wurde der Verein Dänischer Pokalsieger.
Im Jahre 2018 meldete HC Midtjylland Konkurs an und stieg dadurch in die 2. division ab. Ein Jahr später stieg der HC Midtjylland in die 1. division auf. 2022 gelang dem HC Midtjylland die Rückkehr in die Håndboldligaen, aus der die Mannschaft ein Jahr später wieder abstieg.